# Missions de Ryūkyū en Chine impériale
Les missions de Ryūkyū en Chine impériale sont des missions diplomatiques envoyées de façon intermittente par les souverains du royaume de Ryūkyū aux empereurs Ming et Qing. Ces contacts diplomatiques se déroulent dans le cadre du système sinocentrique des relations bilatérales et multinationales en Asie de l'Est.

## Histoire
Le roi Satto établit des relations formelles avec la Chine, et devient le premier roi de Ryūkyū à y envoyer une mission diplomatique. Il est également le premier à recevoir l'investiture et à se proposer à la suzeraineté chinoise.
Les documents d'archives des Ming et des Qing répertorient les îles Ryūkyū parmi les « pays barbares non conquis » plutôt que parmi les colonies chinoises. Les missions de Ryūkyū vers la Chine sont gérés par le ministère de réception du Conseil de cérémonie plutôt que par un autre bureau ou organisme impérial.
Les missions d'hommage cessent à la fin du XIXe siècle lorsque le système étatique sinocentrique est remplacé par le système Westphalien multi-États.

## Sources
- Kang, David C. (2010). East Asia Before the West: Five Centuries of Trade and Tribute. New York : Columbia University Press.  (ISBN 9780231153188 et 023115318X);  (ISBN 9780231526746 et 0231526741); OCLC 562768984
- George H. Kerr (1965). Okinawa, the History of an Island People. Rutland, Vermont: C.E. Tuttle Co. OCLC  39242121

## Source de la traduction
- (en) Cet article est partiellement ou en totalité issu de l’article de Wikipédia en anglais intitulé « Ryukyuan missions to Imperial China » (voir la liste des auteurs).